# Битча
Битча (слч. Bytča, мађ. Nagybiccse) град је у Словачкој, у оквиру Жилинског краја.

## Географија
Битча је смештена у северозападном делу државе. Главни град државе, Братислава, налази се 185 km југозападно од града.
Рељеф: Битча се развила у долини реке Вах, на месту где река тече узаном долином. Надморска висина града је око 310 m. Северно од града издиже се планина Јаворники, а јужно Суловски врхи. Кроз главни градски трг протиче поток Петровичка.
Клима: Клима у Битчи је умерено континентална.
Воде: Кроз Битчу протиче река Вах, најважнија река у држави. Највећи део града лежи на десној обали реке.

## Историја
Људска насеља на овом простору датирају још из праисторије. Насеље под данашњим именом први пут се спомиње у 1250. г., а 1378. г. насеље је добило градска права. Током следећих векова град је био у саставу Угарске као обласно трговиште.
Крајем 1918. г. Битча је постала део новоосноване Чехословачке. У време комунизма град је нагло индустријализован, па је дошло до наглог повећања становништва. После осамостаљења Словачке град је постао њено значајно средиште, али је дошло и до проблема везаних за преструктурирање привреде.

## Становништво
| Година:    | 1994.  | 2004.   | 2014.   | 2024.   |
| ---------- | ------ | ------- | ------- | ------- |
| Број људи: | 12 186 | 11 506  | 11 279  | 11 634  |
| Разлика:   |        | -5,58 % | -1,97 % | +3,14 % |

| Година:    | 2023.  | 2024.   |
| ---------- | ------ | ------- |
| Број људи: | 11 535 | 11 634  |
| Разлика:   |        | +0,85 % |

Данас Битча има око 12.000 становника и последњих година број становника стагнира.
Етнички састав: По попису из 2021. г. састав је следећи:
- Словаци - 94,2%,
- Чеси - 0,4%%,
- остали.

Верски састав: По попису из 2021. г. састав је следећи:
- римокатолици - 76,5%,
- атеисти - 13,5%,
- лутерани - 1,3%,
- остали.

## Партнерски градови
- Каролинка

## Галерија
- Главни трг у Битчи зими
- Градска римокатоличка црква
- Свадбени двор
- Градска синагога